# Bun durabil

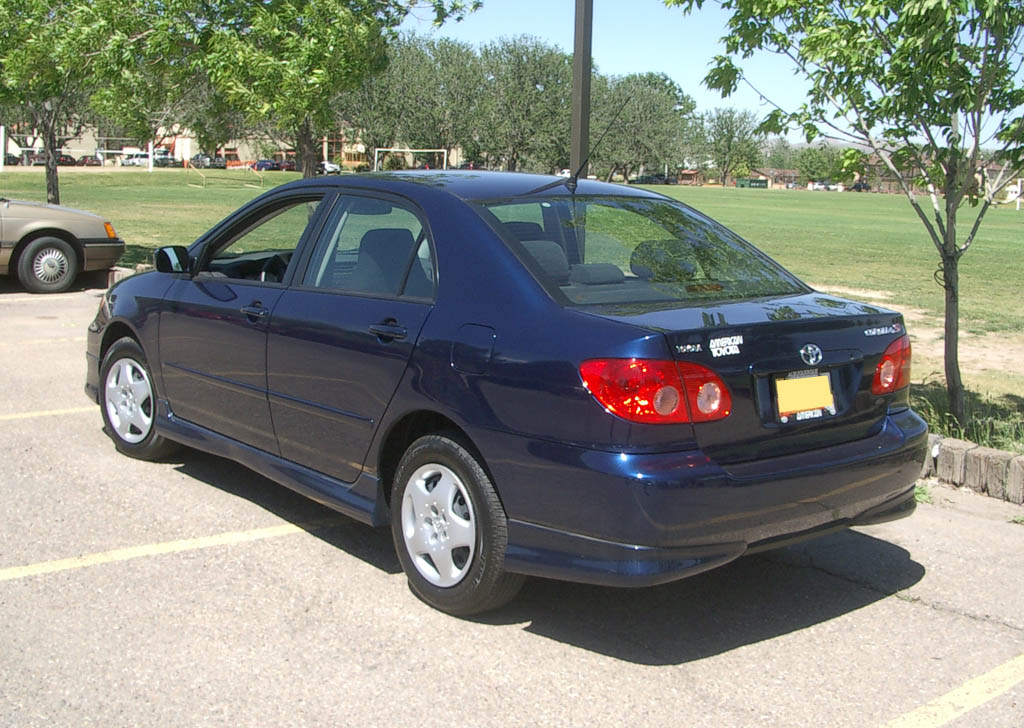
Un automobil (Toyota Corolla S) este un bun durabil în economie.

În economie un bun durabil este un bun rezistent, care nu se deteriorează sau mai exact este un bun util de-a lungul timpului. Multe bunuri sunt durabile, până la un anume moment în care ating un anumit grad de folosință. Bunurile perfect durabile nu se deteriorează niciodată.
Exemple de bunuri durabile: mașini, aplicații, echipamente electronice, mobilier, accesorii, echipament fotografic, articole sportive, jucării, jocuri.
Bunurile care nu durează sau bunurile slabe calitativ sunt opusul bunurilor durabile. Acestea pot fi definite ca bunuri de unică folosință sau bunuri care au o durată mai mică de trei ani.
Exemple de bunuri care nu durează: articole cosmetice, alimente, consumabile de birou, ambalaje, hârtie și produse din hârtie, produse personale, cauciuc, material plastic, textile, îmbrăcăminte, încălțăminte și majoritatea serviciilor.